# Мідиця
Мідиця, бурозуба землерийка, ирджок (Sorex Linnaeus, 1758) — рід дрібних ссавців з родини мідицевих (Soricidae) із Євразії та Північної Америки. Відомо 89 видів.

## Систематика

### Родинні групи

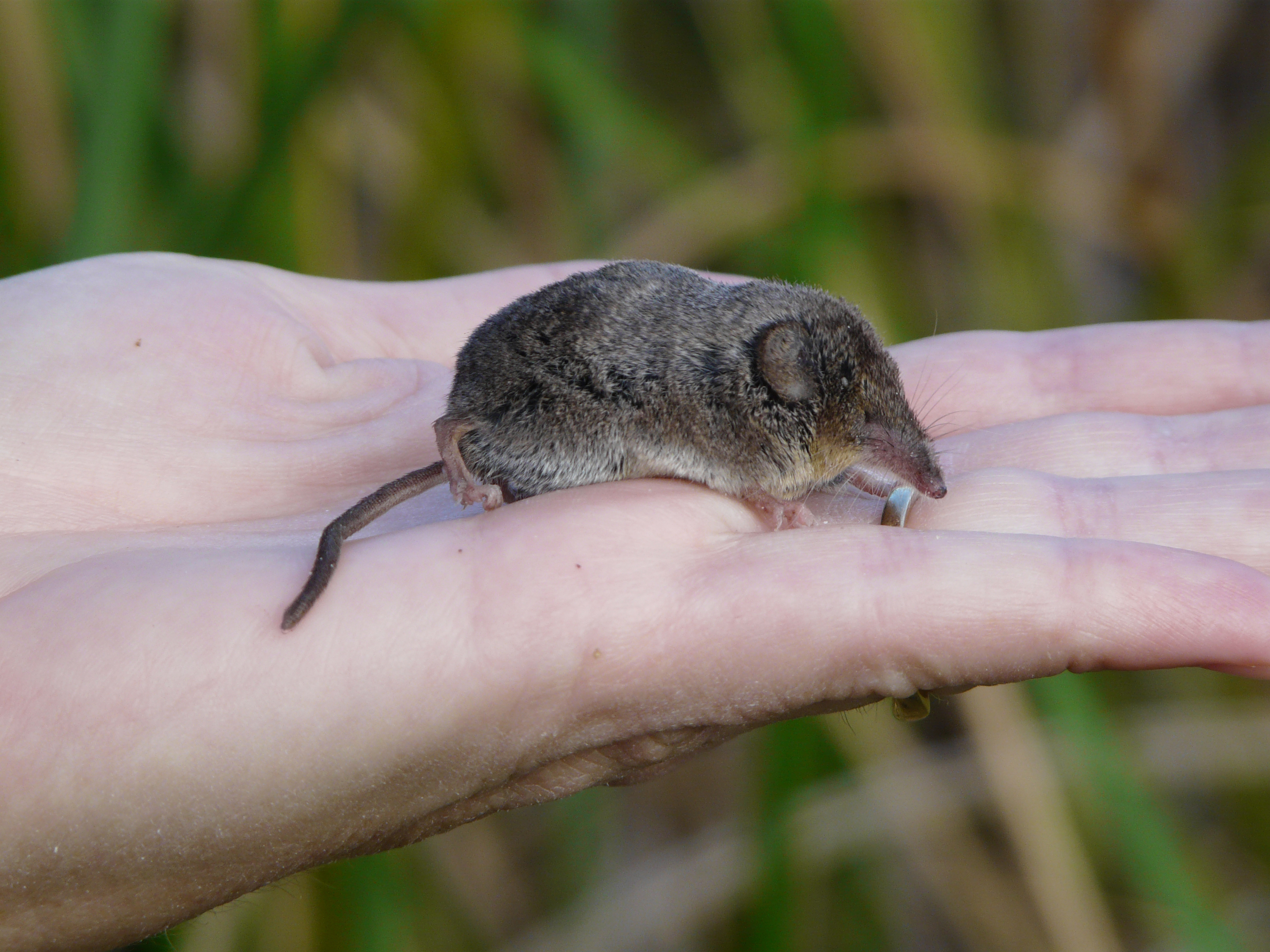
Всі мідиці — дрібні істоти. В руках — Sorex ornatus

Рід Мідиця належить до підродини «бурозубих землерийок» (бурозубок) (Soricinae) разом з іншими 13 родами, при цьому рід формує окрему трибу Soricini:
триба Anourosoricini: ''Anourosorex,
триба Blarinellini: Blarinella,
триба Blarinini: Blarina (блярина), Cryptotis,
триба Nectogalini (водяні бурозубки): Chimarrogale, Chodsigoa, Episoriculus, Nectogale, Neomys (рясоніжка), †Nesiotites, Soriculus,
триба Notiosoricini — Megasorex, Notiosorex,
триба мідиці (Soricini): (Sorex)
Етимологія: Sorex є латинською назва тварини. ЕСУМ припускає походження назви мідиця від медведки (Gryllotalpa) через спільно підземний спосіб життя. 

### Видовий склад
Загалом відомо 77 сучасних видів роду мідиця, яких групують у принаймні 4 підроди (один не названий, ймовірно це збірна група):
1) підрід невизначений — 12 видів, 

2) підрід Sorex (s. str.) — 32 види,

3) підрід Ognevia — 1 вид,

4) підрід Otisorex — 32 види.
Нижче наведений перелік на основі огляду «Види ссавців світу» (2005) з доповненнями.
- підрід невизначений
  - Sorex albibarbis
  - Sorex altoensis
  - Sorex arizonae
  - Sorex camtschaticus
  - Sorex chiapensis
  - Sorex cruzi
  - Sorex emarginatus
  - Sorex eximius
  - Sorex fontinalis
  - Sorex ibarrai
  - Sorex ixtlanensis
  - Sorex madrensis
  - Sorex mccarthyi
  - Sorex mediopua
  - Sorex merriami
  - Sorex minutissimus
  - Sorex monticola
  - Sorex mutabilis
  - Sorex navigator
  - Sorex obscurus
  - Sorex planiceps
  - Sorex rohweri
  - Sorex salvini
  - Sorex saussurei
  - Sorex sclateri
  - Sorex stizodon
  - Sorex thibetanus
  - Sorex trowbridgii
  - Sorex ventralis
  - Sorex veraecrucis

- підрід Sorex (32 види)
  - Sorex alpinus — мідиця альпійська
  - Sorex antinorii
  - Sorex araneus — мідиця звичайна
  - Sorex arcticus
  - Sorex arunchi
  - Sorex asper
  - Sorex averini
  - Sorex bedfordiae
  - Sorex buchariensis
  - Sorex caecutiens — мідиця середня
  - Sorex cansulus
  - Sorex coronatus
  - Sorex cylindricauda
  - Sorex daphaenodon
  - Sorex excelsus
  - Sorex gomphus
  - Sorex gracillimus
  - Sorex granarius
  - Sorex hosonoi
  - Sorex isodon — мідиця рівнозуба
  - Sorex kozlovi
  - Sorex maritimensis
  - Sorex minutus — мідиця мала
  - Sorex nepalensis
  - Sorex raddei
  - Sorex roboratus
  - Sorex samniticus
  - Sorex satunini
  - Sorex shinto
  - Sorex sinalis
  - Sorex tundrensis
  - Sorex unguiculatus
  - Sorex volnuchini
  - Sorex yukonicus
  - Sorex wardi

- підрід Ognevia (1 вид)
  - Sorex mirabilis

- підрід Otisorex (32 види)
  - Sorex alaskanus
  - Sorex bairdi
  - Sorex bendirii
  - Sorex camtschatica
  - Sorex cinereus
  - Sorex dispar
  - Sorex fumeus
  - Sorex gaspensis
  - Sorex haydeni
  - Sorex hoyi
  - Sorex jacksoni
  - Sorex leucogaster
  - Sorex longirostris
  - Sorex lyelli
  - Sorex macrodon
  - Sorex milleri
  - Sorex monticolus
  - Sorex nanus
  - Sorex neomexicanus
  - Sorex oreopolus
  - Sorex orizabae
  - Sorex ornatus
  - Sorex pacificus
  - Sorex palustris
  - Sorex portenkoi
  - Sorex preblei
  - Sorex pribilofensis
  - Sorex sonomae
  - Sorex tenellus
  - Sorex ugyunak
  - Sorex vagrans
  - Sorex veraepacis

### Мідиці в Україні
Рід представлений у фауні України 4 видами:
- Sorex alpinus Schinz, 1837 — мідиця альпійська (бурозубка альпійська) (Червона книга України)
- Sorex minutus Linnaeus, 1766 — мідиця мала
- Мідиця крихітна — Sorex minutissimus
- Sorex caecutiens Laxmann, 1788 — мідиця середня
- Sorex araneus Linnaeus, 1758 — мідиця звичайна (мідиця велика)

Окрім того, в Україні (власне, у Криму) мешкають дві популяції мідиць з нез'ясованих таксономічним статусом (підвиди материкових видів чи окремі від них види?)?
- ? Sorex cf. pusillus Gmelin, 1774 — мідиця мала кримська (група «Sorex minutus»)
- ? Sorex cf. satunini Ognev, 1922 — мідиця кавказька (група «Sorex araneus»)

Для виду Sorex araneus властивий широкий хромосомний поліморфізм. В Україні представлено принаймні 3-4 хромосомні раси, що відрізняються кількістю і комбінаціями злиття (робертсонівський поліморфізм) окремих хромосом.

## Морфологія
Для представників родини характерні такі ознаки: дрібні розміри тіла (звичайно 46–100 мм), відносно довгий хвіст (≈ 50–80 % довжини тіла, 25–82 мм), вага 2.1–18.0 грамів, малі очі, відсутні вушниці (зовнішні вуха). Носовий відділ голови видовжений у рухомий хоботок. Хвіст запушений у молодих особин і голий у дорослих. Волосяний покрив може бути одно- дво чи три- колірний, від жовтувато-коричневих до чорних відтінків. Очі дуже малі, але помітні.